# Mózg rządzi (książka)
Mózg rządzi – książka popularnonaukowa autorstwa norweskiej lekarki, specjalizującej się w neurologii, Kai Nordengen. Została ona wydana w 2016 roku w języku norweskim, a w języku polskim ukazała się 17 stycznia 2018. Ilustracje wykonała młodsza siostra autorki Guro Nordengen. Książka podzielona jest na 13 dużych rozdziałów, a każdy z nich dzieli się na mniejsze. Autorka wyjaśnia w nich zasady działania poszczególnych części mózgu, przyczyny i skutki chorób neurologicznych i porusza takie tematy jak ewolucja, pamięć, osobowość, inteligencja.

## Polska wersja
Wydawcą polskiej wersji książki Mózg rządzi są „Marginesy”. Okładka została zaprojektowana przez Anne Pol. Przekład powstał ze wsparciem finansowym NORLA.